# رودلف فون ديلبروك
رودلف فون ديلبروك (بالألمانية: Rudolph von Delbrück)‏ (و. 1817 – 1903 م) هو سياسي ألماني، ولد في برلين، توفي في برلين، عن عمر يناهز 86 عاماً.

## مناصب
تولى منصب عضو مجلس النواب الألماني للإمبراطورية الألمانية
- عضو مجلس النواب البروسي

.

## جوائز
حصل على جوائز منها:

نيشان فرسان العقاب الأسود